# Артериальная гипотензия
Артериальная гипотензи́я (др.-греч. ὑπό «под, внизу» + τόνος «натяжение; тон») — снижение артериального давления более чем на 20 % от исходного/обычных значений или в абсолютных цифрах — ниже 100 мм рт. ст. систолического давления или 60 мм рт. ст. среднего артериального давления. Снижение давления может быть острым и хроническим.
Острая артериальная гипотензия (коллапс, шок) как правило возникает при нарушениях деятельности сердца, большой кровопотере, обезвоживании, и быстро приводит к гипоксии мозга и внутренних органов. Таким образом, острая гипотензия — всегда осложнение какого-то заболевания или внешнего воздействия, всегда имеет очевидную причину, которая должна учитываться при лечении.
Хроническая артериальная гипотензия обусловлена совсем другими причинами, нежели острая. У людей с пониженным давлением обычно нарушена его регуляция, истинные причины которой могут иметь разную природу.
Люди с пониженным давлением не имеют такого высокого риска инфаркта и инсульта, как гипертоники, поэтому стандарты и методы лечения хронической гипотонии разработаны хуже. При этом качество жизни гипотоников может быть очень низким из-за постоянной слабости, головных болей, снижения активности и других симптомов.

## Классификация артериальной гипотензии (гипотония)
Различают следующие виды артериальной гипотензии:
- Острая артериальная гипотензия
- Хроническая артериальная гипотензия
- Первичная хроническая артериальная гипотензия
- Вторичная хроническая артериальная гипотензия

Острая симптоматическая гипотония (резкое падение давления). Например, очень низким давлением часто сопровождаются острый инфаркт миокарда, тромбоэмболия лёгочной артерии, тяжелые аритмии, внутрисердечные блокады, аллергические реакции, кровопотеря и т. д. Требуется неотложная медицинская помощь.
Физиологическая (хроническая) гипотония проявляется у тренированных спортсменов и как наследственная предрасположенность к пониженному давлению, не выходящая за пределы нормы.
Первичная (иначе — идиопатическая или эссенциальная) гипотония — это самостоятельное заболевание.
По одной из теорий, первичная гипотония является особой формой неврозоподобного заболевания сосудодвигательных центров головного мозга, так как в её развитии очень большая роль может принадлежать длительному психоэмоциональному перенапряжению и стрессу.
Вторичная артериальная гипотония возникает на фоне других заболеваний (например, остеохондроза шейного отдела позвоночника, язвы желудка, анемии, гепатита, панкреатита, цистита, туберкулеза, ревматизма), аритмий, алкоголизма, сахарного диабета, заболеваний эндокринной системы или органов дыхания, опухолей, шока, травм головного мозга, цирроза печени, психологической травмы, нарушений кровообращения, сердечной недостаточности, интоксикации, как побочное действие некоторых лекарственных препаратов (например, их передозировка при лечении гипертензии) и т. д.
Гипотония также может развиться вследствие голодания и недостатка витаминов Е, С, В и пантотеновой кислоты (В5).
Гипотония может возникнуть и у здоровых людей, например, у спортсменов при постоянной физической нагрузке. Это так называемая «гипотония тренированности». В этом случае пониженное давление выступает своеобразной предохранительной мерой организма. Получается, что при постоянных перегрузках организм начинает работать в «экономном» режиме, ритм сердечных сокращений становится реже и давление понижается.
Давление снижается и при адаптации человека к резкой смене климатических или погодных условий. Кроме этого, на уровень давления влияют: повышенная влажность, влияние электромагнитных полей, радиации и т. д.
Чаще всего низкое артериальное давление связано с нарушением сосудистого тонуса. В норме сосуды при необходимости должны быстро сужаться и расширяться, однако у гипотоников эта реакция замедлена. Вот и получается, что из-за этого кровь перестает поступать в достаточном количестве к органам и тканям. В итоге системы организма и органы, в частности, мозг и сердце, испытывают кислородное голодание и не в состоянии работать в оптимальном режиме.
Некоторые врачи объясняют пониженный тонус венозных сосудов врождённой предрасположенностью организма к гипотензивным реакциям.

## Причины артериальной гипотензии
В зависимости от формы (физиологическая или патологическая) артериальная гипотензия может быть вызвана следующими причинами:
- повышенная тренированность у спортсменов (физиологическая гипотензия);
- адаптация к условиям высокогорья, а также тропиков, субтропиков и горячих цехов (в этих случаях может быть связана с чрезмерным потением) (физиологическая гипотензия);
- резкое снижение объёма циркулирующей крови (кровопотери, ожоги);
- сердечная недостаточность;
- снижение тонуса кровеносных сосудов (анафилактический шок, септический шок);
- травмы головного и спинного мозга;
- неврозы, психологические травмы, хроническое недосыпание, хроническая усталость из-за дисбаланса в соотношении часов отдыха и труда, стрессы, депрессии и другие апатичные и подавленные состояния;
- пониженная кислотность желудочного сока;
- ортостатическая гипотония — внезапное понижение артериального давления, проявляющееся, когда человек встаёт после длительного сидения на корточках или лежания;
- сепсис;
- нарушение нормального функционирования эндокринной системы.
- постпрандиальная гипотензия

Колебания артериального давления в покое вплоть до уровней гипотензии рассматриваются обычно как отдельный гипотонический тип соматоформной вегетативной дисфункции сердца и сердечно-сосудистой системы (расстройства, при котором нарушается вегетативная регуляция тонуса артериальных сосудов), но могут быть и проявлением и панического расстройства и других неврозов и психических расстройств.
Вторичная хроническая артериальная гипотензия возникает на фоне таких болезней, как: травмы головного мозга, снижение функций щитовидной железы, надпочечников, феохромоцитома и пр., внутричерепная гипертензия (может быть следствием не только травм головы, но и ротационного подвывиха или дислокаций шейного позвонка C1 (при (застарелых) родовых, акушерских травмах, вследствие несчастных случаев у детей и взрослых, в том числе, при кувырках, иногда — просто неосторожного резкого поворота головы)). Артериальная гипотензия может возникать во время беременности, характеризуется низким тонусом артерий.

## Симптомы
- слабость, сонливость;
- раздражительность;
- чувствительность к погодным изменениям;
- эмоциональная неустойчивость, апатия;
- рассеянность, ухудшение памяти;
- вялость по утрам;
- повышенная потливость;
- нарушение терморегуляции (холодные кисти и стопы);
- чувствительность к смене климатических условий;
- одышка и сильное сердцебиение при физических нагрузках;
- бледность;
- головная боль, обычно тупая, стягивающая, распирающая или пульсирующая чаще в лобно-височной или лобно-теменной области;
- головокружения;
- склонность к укачиванию, тошнота.

Кроме того, при гипотонии возможны обмороки. Чаще всего они случаются в душных и жарких помещениях, а также при езде в городском транспорте, особенно когда гипотоник находится в вертикальном положении. При головокружении и предчувствии обморока гипотонику необходимо либо принять горизонтальное положение либо сесть так, чтобы голову положить на колени.
Гипотония приводит к дневной сонливости и к нарушениям ночного сна (расстройство засыпания и ритма сна), отчего утомляемость и слабость только усиливаются. Гипотоникам требуется больше времени для сна, чем рекомендуется обычно, не 6-8, а уже 8-12 часов. Они с трудом пробуждаются утром, но даже после долгого сна ощущения бодрости и свежести обычно не бывает.

## Лечение
Здоровый образ жизни — лучший способ профилактики гипотонии. Это рациональное питание, физические нагрузки, полноценный отдых и процедуры, укрепляющие сосуды (массаж, контрастный душ, гидромассаж, плавание).
Следует избегать стрессов. Важно получать удовольствие от жизнедеятельности, чувствовать себя нужным и незаменимым и в жизни, и в семье. Отрицательные эмоции для гипотоника часто становятся решающим фактором, провоцирующим резкое и сильное снижение артериального давления.
Рекомендуется самостоятельно контролировать уровень артериального давления и проходить регулярные профилактические осмотры у кардиолога.